# Postkartenräuber
Als Postkartenräuber wurde von den Medien ein Täter bezeichnet, der in den Jahren 2008 bis 2017 in Vorarlberg und Bayern insgesamt 14 Raubüberfälle auf Bank- und Postfilialen verübte.
Den Namen „Postkartenräuber“ erhielt er, nachdem er der Polizei zweimal eine Postkarte mit dem Text „Das war noch nicht alles. Komme wieder“ geschickt hatte. Bei seinem letzten Überfall am 4. September 2017 in Heimenkirch im Allgäu wurde er von einem Bankkunden überwältigt und an die Polizei übergeben. Der Räuber wurde als Peter K. identifiziert, ein 54-jähriger Tiroler aus dem Bezirk Landeck. Während der gesamten Raubserie war die Polizei von einem Vorarlberger als Täter ausgegangen, weil dieser bei den Überfällen Vorarlberger Begriffe verwendet und die Postkarten in Lustenau an der Schweizer Grenze aufgegeben hatte.

## Chronologie der Überfälle
Insgesamt schlug der Bankräuber in Vorarlberg elfmal zu, in Deutschland dreimal:
- 11. August 2008: Sparkassen-Filiale in Feldkirch-Altenstadt
- 9. März 2009: Post-Geschäftsstelle in Feldkirch-Altenstadt
- 4. Mai 2009: Post in Dornbirn-Haselstauden
- 16. Juli 2009: Sparkasse in Bregenz-Weidach
- 14. Jänner 2010: Post in Feldkirch-Tisis
- 2. August 2010: Post in Feldkirch-Tisis
- 9. Juli 2012: Volksbank-Filiale in Bregenz-Vorkloster
- 28. Mai 2014: Sparkassen-Filiale in Dornbirn-Hatlerdorf
- 22. Dezember 2014: Postpartner in Schwarzach
- 3. März 2015: Sparkasse in Lochau
- 28. Jänner 2016: Sparkasse in Feldkirch-Tisis
- 14. Juli 2016: Sparkasse in Opfenbach (Deutschland)
- 10. November 2016: Volksbank in Opfenbach (Deutschland)
- 4. September 2017: Raiffeisenbank in Heimenkirch (Deutschland)

## Prozess
Nach der Verhaftung am 4. September 2017 saß Peter K. in der Justizvollzugsanstalt Kempten in Untersuchungshaft und gestand anfangs lediglich die drei Überfälle in Deutschland. Aufgrund der Beweislast gab er schließlich auch die elf Überfälle in Vorarlberg zu, worauf die Staatsanwaltschaft Feldkirch einen Auslieferungsantrag stellte. Im Dezember 2017 entsprach die Generalstaatsanwaltschaft München dem Antrag und entschied, dass in Deutschland kein eigener Prozess geführt werde, sondern alle 14 Raubüberfälle am Landesgericht Feldkirch verhandelt werden sollten.
Im Vorfeld der Gerichtsverhandlung erstellte die Psychiaterin Adelheid Kastner – unter anderem bekannt vom Fall Fritzl – ein Gutachten, in dem sie Peter K. trotz seines Drogenkonsums Zurechnungsfähigkeit attestierte.
Am 18. Dezember 2018 fand der Prozess vor dem Schöffensenat am Landesgericht Feldkirch statt. Der Angeklagte gestand erneut alle 14 Raubüberfälle mit einer Gesamtbeute von rund 190.000 Euro.
Das Gericht verurteilte Peter K. wegen teilweise schweren Raubes und versuchter schwerer Nötigung zu einer Haftstrafe von zwölf Jahren und zum Schadenersatz in Höhe von 200.000 Euro an Banken, Versicherungen und Überfallsopfer. Die Unbescholtenheit und das Geständnis wurden als mildernd gewertet, erschwerend wirkten sich die große Zahl an Überfällen und die Höhe der Beute aus. Der Angeklagte meldete Berufung gegen die Strafhöhe an. Im Frühjahr 2019 lehnte das Oberlandesgericht Innsbruck die Berufung ab; weitere Rechtsmittel waren nicht möglich.